# AREP设计公司
AREP（法語：Amenagement, Recherche, Pole d'Echanges，“管理，研究，交换”）是一个由法国国家铁路拥有的多学科顾问公司。公司于1997年由Jean-Marie Duthilleul和Étienne Tricaud为首的建筑师和工程师创立。公司主要负责法国和全世界各地的城市交通枢纽项目。公司擁有来自15个国家的600餘个雇员（2014年），他們的職務种类包括城市规划、建筑、工程、经济、技术、设计以及项目经理等。

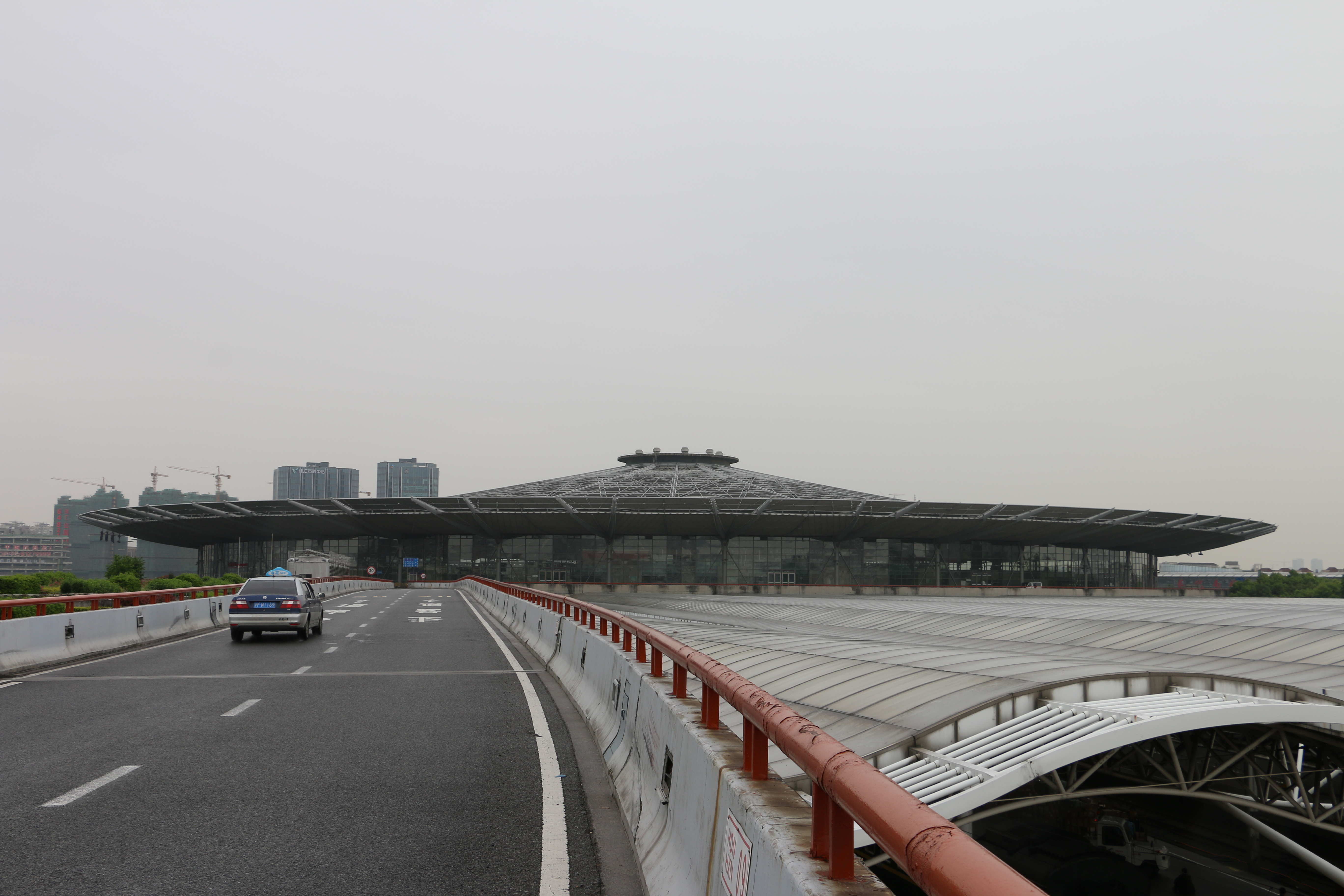
上海南站

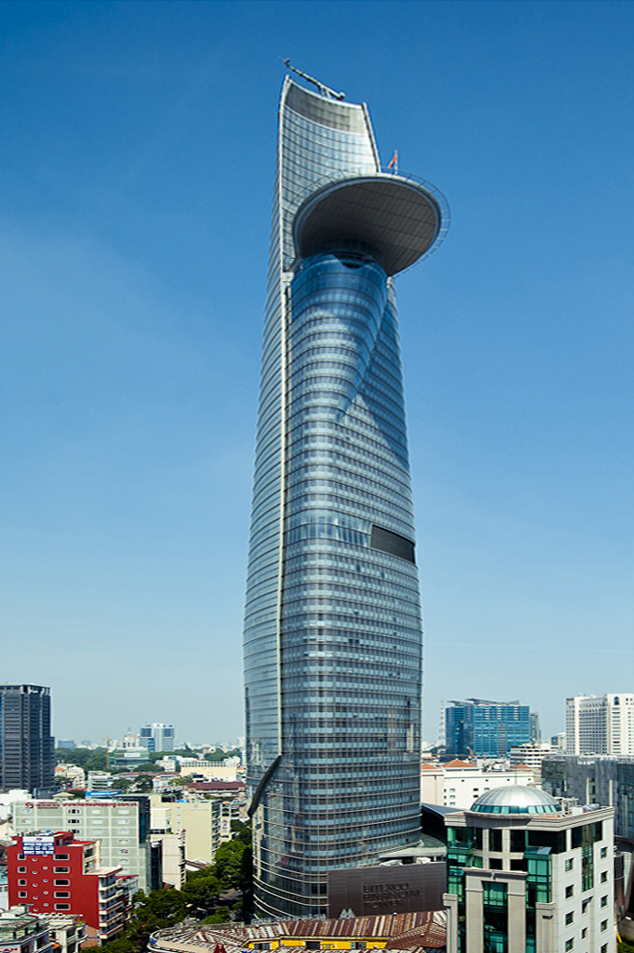
胡志明市金融塔

## 结构
公司主要由四个分支组成： 位于法国的项目管理AREP，作为项目支持的PARVIS，以建筑设计及城镇规划为主的AREP Ville和都市项目管理及服务计划的MENIGHETTI Programmation。

## 知名项目

### 交通枢纽
- 青岛北站，中国大陆 青岛
- 济南东站，中国大陆 济南
- 清河站，中国大陆 北京
- 武汉站，中国大陆 武汉
- 上海南站，中国大陆，上海
- 岗厦北站，中国大陆，深圳
- 斯特拉斯堡城站改造，法国
- 巴黎北站改造，法国
- 昂热圣洛站改造，法国
- 贝勒加尔德站改造，法国
- 勒芒站改造，法国
- 巴黎里昂站改造，法国 巴黎
- Avenue Jean-Jaurès, 法国
- 贝尔福-蒙贝利亚TGV站，法国
- 贝桑松-弗朗什-孔泰TGV站，法国
- 卢森堡站，卢森堡

### 公共建筑
- 北京协和医院，中国大陆 北京
- 首都博物馆，中国大陆 北京

### 商业大楼
- 阿爾發塔，卡塔尔 多哈
- 金融塔，越南 胡志明市
- 西直门西环广场，中国大陆 北京
- 成都规划展览馆，中国大陆 成都
- 波纳尔楼，法国 巴黎

### 住宅項目
- 龍海家園（前海車輛段上蓋保障房），中国大陆 深圳

### 城市规划
- 都江堰市灾后重建规划，中国大陆 成都 都江堰
- 永定门中轴线规划，中国大陆 北京
- 北京奥林匹克公园规划，中国大陆 北京

### 2003
- 巴黎北站，法国： 欧洲之星列车的接入改造
- 佩皮尼昂，法国：项目支持以及车站区域的管理
- Avignon Courtine: architectural plan for the Avignon PLU, in association with the architects Alain Philip et Safia Amarouche, and Michel Desvigne et Ingénieurs and landscapers Jean-Claude Hardy
- 沃克吕兹省，法国： 发展计划
- Rovaltain: Zone d'aménagement concerté (ZAC) Phase II, in association with landscapers Michel Florain
- 德龙省，法国：主承包商
- Bondy-Aulnay tram-train: rural and urban feasibility study for 11 crossroads, the Viaduc du Gargan, design of a new OHE syem, with Béatrice Fauny landscapers
- 塞纳-圣但尼省，法国：发展计划
- 永定门发展计划。. Lauréat dans le cadre du concours de requalification et d’aménagement de l’axe historique Nord-Sud.